# Ziukaika
Ziukaika (en rus: Зюкайка) és un poble (possiólok) del krai de Perm, a Rússia, que en el cens del 2010 tenia 3.984 habitants. Es troba al marge del riu Lisva.